# Aachtopf

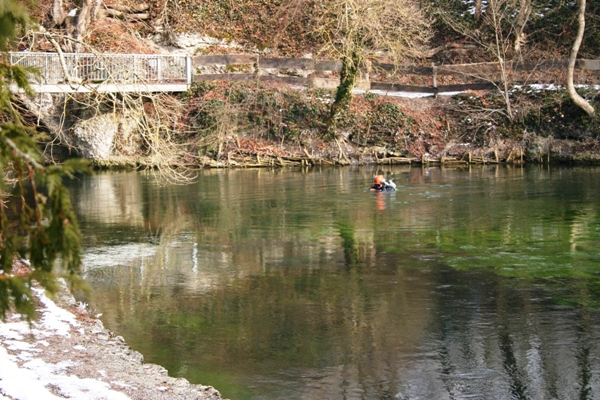
L'Aachtopf en janvier 2006 avec un plongeur sortant du siphon.

L'Aachtopf, non loin de Aach en Bade-Wurtemberg, est une résurgence et probablement la plus puissante d'Allemagne, avec un débit moyen de 8 500 litres par seconde. Elle donne naissance à la rivière Radolfzeller Aach qui va se jeter dans le lac de Constance, après un parcours d'environ 30 km.
Elle tire son eau d'une infiltration du Danube dans la région de Immendingen à une distance d'environ 10 km. Ainsi le Danube déverse une partie de son eau vers le Rhin.

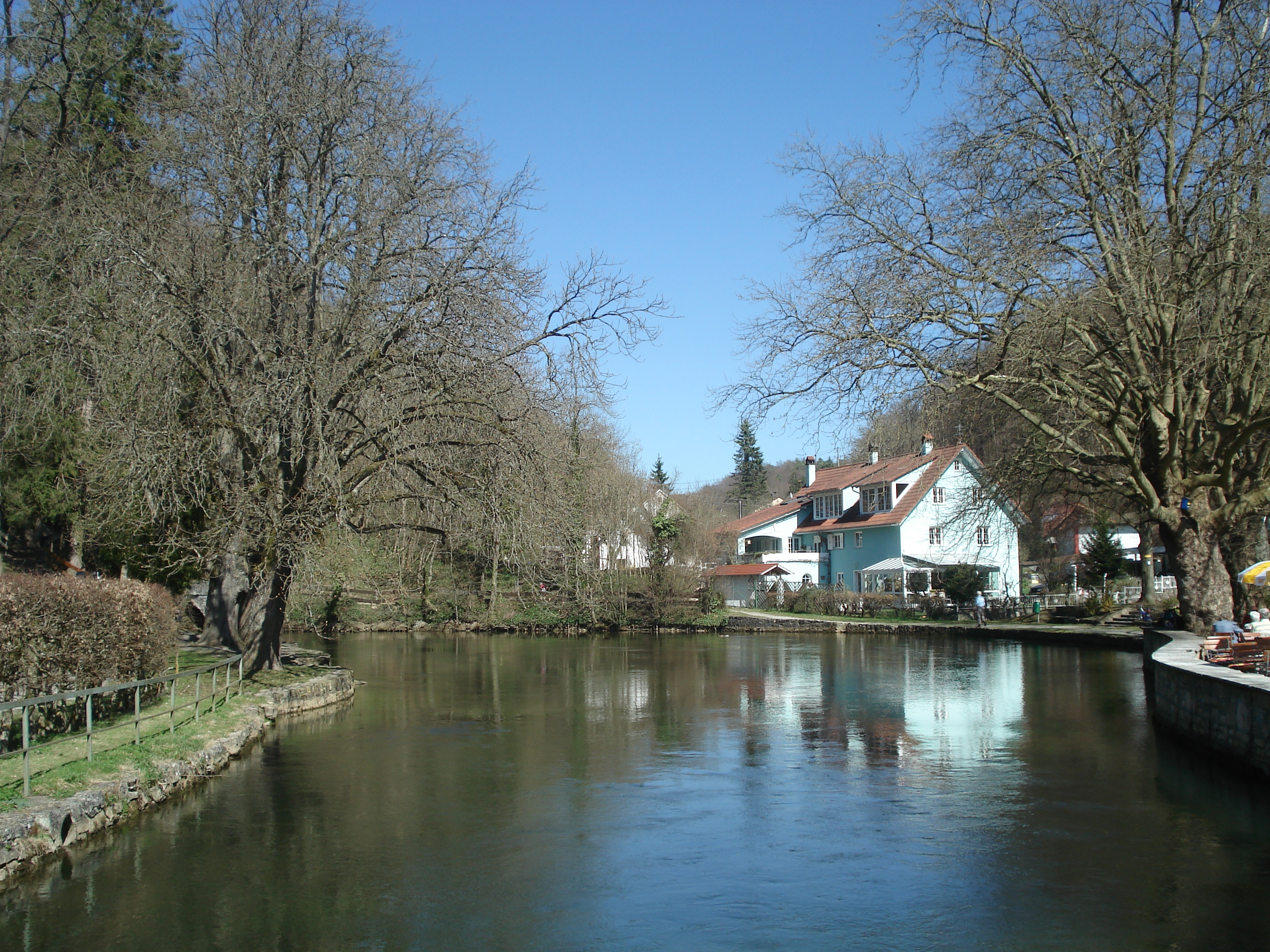